# Robert Gillmor
Pour les articles homonymes, voir Gillmor.
Robert Gillmor est un ornithologue, artiste, illustrateur, auteur et éditeur britannique né le 6 juillet 1936 à Reading et mort le 8 mai 2022. 
Il est membre fondateur de la Society of Wildlife Artists (SWLA). Il reçoit en 2003 la médaille de la Royal Society for the Protection of Birds et est nommé membre de l'ordre de l'Empire britannique en 2015,,.

## Biographie

### Jeunesse
Robert Gillmor effectue ses études à l'école Leighton Park puis à l'école des beaux-arts de l'université de Reading. Il n'a que 16 ans lorsque ses illustrations sont publiées dans le mensuel British Birds. Alors qu'il est étudiant, il illustre son premier livre, A Study of Blackbirds. Il enseigne ensuite l'art et l'artisanat dans son ancienne école, Leighton Park, puis s'engage dans une carrière indépendante en tant qu'artiste animalier, en 1965.

### Carrière
Robert Gillmor est un artiste qui utilise des techniques variées : aquarelle, dessin, linogravure et sérigraphie. Il collabore à plus d'une centaine de livres.
L'installation de Robert Gillmor à Cley next the Sea, dans le comté de Norfolk, en 1998 a pour effet de renouveler son inspiration. Il reprend goût à la linogravure, un temps abandonnée. Ornithologue passionné, il siège au conseil des trois organisations nationales : RSPB, British Ornithologists' Union et British Trust for Ornithology . Il est l'auteur de la première version du logo de la RSPB, représentant une avocette.
Il illustre les couvertures des rapports annuels du Berkshire Ornithological Club (anciennement Reading Ornithological Club) depuis 1950. Il est membre de longue date et ancien président de la Reading Guild of Artists.
A la demande de la Royal mail, Robert Gillmor réalise des linogravures pour des séries de timbres-poste.
Après avoir fondé la Society of Wildlife Artists avec Eric Ennion au début des années 1960, Robert Gillmor en devient le secrétaire puis le président. Outre la promotion du travail des artistes contemporains, il s'intéresse à celui des artistes du passé, qu'il s'emploie à faire connaître, notamment Charles Tunnicliffe et son propre grand-père, Allen W. Seaby (1867–1953), qui lui a inculqué l'amour de la gravure. Il publie trois livres consacrés à Tunnicliffe.
Depuis 1985, Robert Gillmor illustre les couvertures des albums de la collection New Naturalist. Il succède ainsi à Clifford et Rosemary Ellis.
Robert Gillmor meurt le 8 mai 2022 à l'âge de 85 ans,.

## Publications

### En tant qu'auteur
- Robert Gillmor, Cutting Away: the linocuts of Robert Gillmor, Peterborough, 2006 (ISBN 978-1-904078-14-2, lire en ligne).
- Robert Gillmor, Birds, Blocks and Stamps: Post & Go Birds of Britain, Reading, Two Rivers Press, 2011 (ISBN 978-1-901677-79-9, lire en ligne)
- Robert Gillmor, Robert Gilmor's Norfolk Bird Sketches, 2014.

### En tant qu'éditeur
- Charles Tunnicliffe, Sketches of Bird Life, Gollancz, 1981 (ISBN 0-575-03036-4).

### En tant qu'éditeur d'art
- The Birds of the Western Palaearctic, neuf volumes, 1977–1994.
- Birds of Berkshire, 1996.

### En tant qu'illustrateur
- David Snow, A Study of Blackbirds.
- J. Denis Summers-Smith, The Sparrows, 1988 (lire en ligne).
- J. Denis Summers-Smith, The Tree Sparrow.
- Tony Soper, The Bird Table Book (ISBN 978-0-7153-2413-4).
- Birds New to Norfolk (ISBN 978-0-9542545-3-7).
- John Clare, John Clare's Birds, Oxford, 1982 (ISBN 0192129775).
- J. Duncan Wood, Horace Alexander: 1889 to 1989: Birds and Binoculars, York, William Sessions Limited, 2003 (ISBN 1-85072-289-7).
- Les jaquettes des volumes de la collection New Naturalist depuis 1985.